# ریم (بازی)

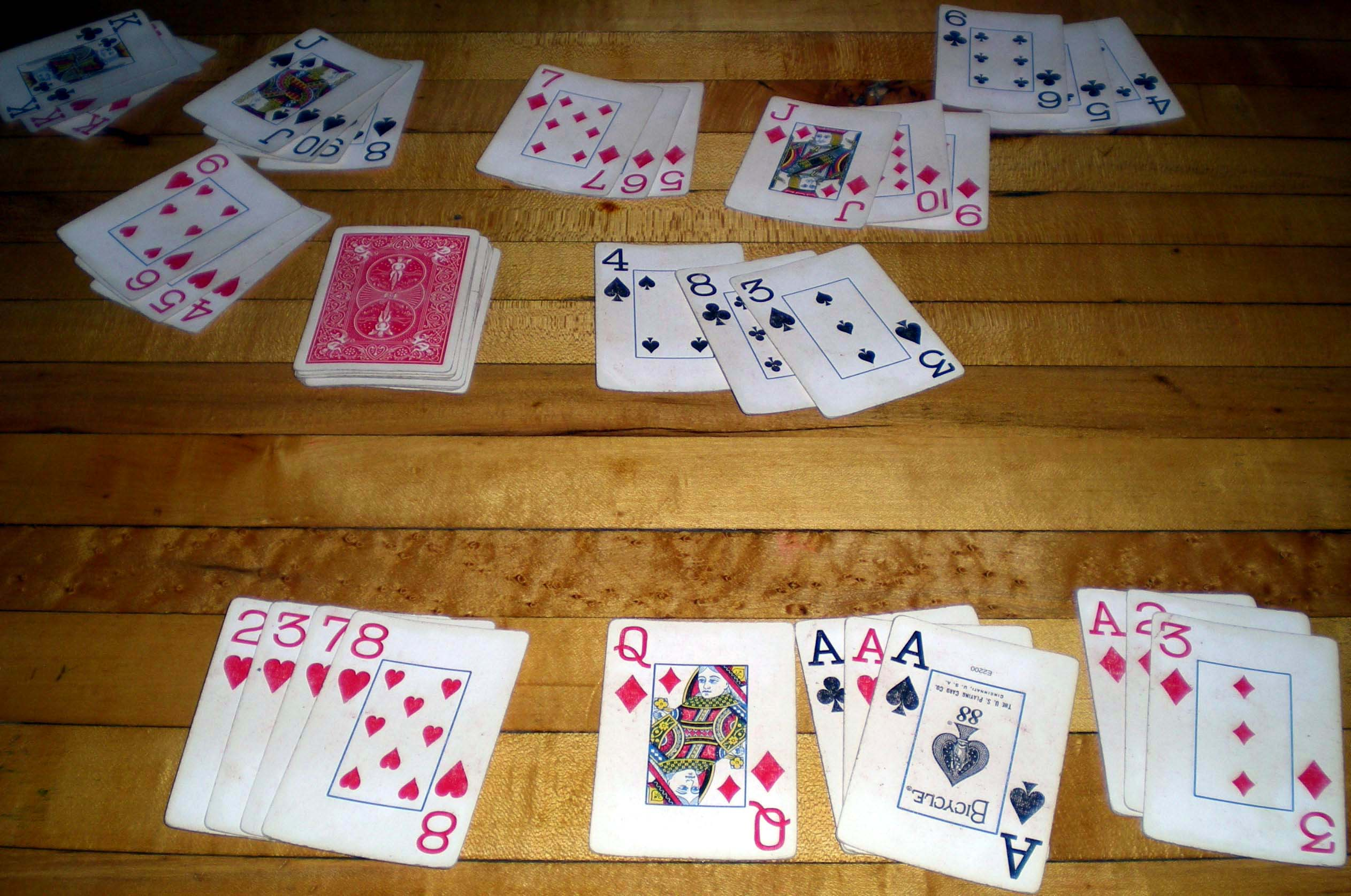
بازی ریم

ریم یا رامی (به انگلیسی Rummy) گروهی از بازی‌های کارتی تطبیقی است که به دلیل گیم‌پلی مشابه با هم بر اساس تطبیق با رتبه یا توالی و خال یکسان قابل توجه است. هدف اصلی در هر شکلی از ریم، ساختن ترکیب‌هایی است که می‌توانند ست (سه یا چهار تا از یک نوع رتبه یکسان) یا ران (سه یا چند کارت متوالی از یک خال) باشند که یا اولین نفر با کمترین امتیاز شوند یا امتیازاتشان از رقیبان بیشتر شود. جین رامی از جمله بازی‌های این خانواده است.

## بازی اصلی
بازی اصلی ریم (به انگلیسی Rummy)، یک بازی تطبیقی دو یا چند نفره است. هدف اصلی در این بازی خلاص شدن از کارت‌های دست با ساختن گروه (به انگلیسی Set) یا ردیف (به انگلیسی Run) است. در این بازی گروه به معنی حداقل سه کارت هم‌مقدار (مثلا ۴ دل، ۴ خشت و ۴ پیک یا مثلاً شاه دل، شاه پیک، شاه خشت و شاه گشنیز) و ردیف به معنی حداقل سه کارت با مقادیر پشت سرهم (مثلا ۸، ۹، ۱۰، سرباز و بی‌بی همگی پیک یا مثلاً تک، دو و سه همگی دل) است. این بازی می‌تواند با یک دست ورق یا بیشتر انجام شود. همچنین می‌توان این بازی را با جوکر یا بدون آن انجام داد.

### شروع بازی
بسته به تعداد نفرات بازی به هر بازیکن تعدادی کارت می‌دهیم. برای بازی ۲ نفره به هر فرد، ۱۰ کارت، برای ۳ یا ۴ نفر، به هرفرد ۷ کارت و برای ۵ یا ۶ بازیکن به هر نفر ۶ کارت می‌دهیم.
| تعداد نفرات | یک دست ورق   | دو دست ورق |
| ----------- | ------------ | ---------- |
| ۲ نفره      | ۱۰ کارت      | -          |
| ۳ نفره      | ۷ یا ۱۰ کارت | ۱۰ کارت    |
| ۴ یا ۵ نفره | ۷ کارت       | ۱۰ کارت    |
| ۶ نفره      | ۶ کارت       | ۱۰ کارت    |
| ۷ نفره      | -            | ۱۰ کارت    |

سپس باقی کارت‌ها را به پشت در انبار قرار می‌دهیم و یک کارت رو شده کنار انبار قرار می‌دهیم. نفر اول یا کارت رو شده را برمی‌دارد یا کارت رو نشدهٔ انبار را. سپس می‌تواند اگر مایل بود ترکیب‌های ساخته شدهٔ خود را رو زمین مقابل چشم همه بازیکنان بچیند. پس از آن یک کارت از دست خود بصورت رو شده روی کارت کنار انبار می‌گذارد. به همین ترتیب به نوبت هر بازیکن می‌تواند کارت رو شدهٔ رویی کنار انبار یا کارت رو نشدهٔ روی انبار را بردارد. در صورت توان یک یا چند ترکیب بسازد و همچنین در صورت توان به ترکیب‌های درون زمین کارت یا کارت‌هایی اضافه کند و در نهایت یک کارت به کارت‌های کنار انبار به صورت روشده اضافه کند.
- بازیکنان نمی‌توانند از کارت‌های زیری رو شده استفاده کنند و فقط بالاترین کارت در دسترس است.
- اگر بازیکنی کارت کناری انبار را بردارد، نمی‌تواند در همان دست همان کارت را به آنجا برگرداند.
- بازیکنان می‌توانند کارتی به ترکیب‌های روشدهٔ خود یا دیگران اضافه کنند، اما نمی‌توانند کارتی از آن برای دست خود بردارند. (این قانون در بازی پایه ریم وجود دارد ولی ممکن است در نسخه‌های دیگر بازی، قوانین متفاوت باشند)
- اگر کارت‌های باقیمانده در جریان بازی تمام شد، بالاترین کارت کنارگذاشته شده را نگه می‌داریم و بقیه کارت‌ها را بر می‌زنیم و از آن‌ها برای کارت کشیدن استفاده می‌کنیم.
- تک (آس) در نسخه اصلی این بازی به عنوان برگ با ارزش پایین به حساب می‌آید و در ردیف‌ها با دو و سه یا بالاتر ترکیب می‌شود نه با شاه و بی‌بی و پایین‌تر. اما در نسخه‌های متفاوت بازی ممکن است به هر دو روش ترکیب شود ولی حتی در این صورت هم همزمان با هر دو ترکیب نمی‌شود (شاه، تک و دو قابل قبول نیست).

### شیوه Knock Rummy
این بازی را می‌توان به شیوه دیگری هم انجام داد که در این مدل بازیکنان ترکیب‌های خود را روی زمین نمی‌چینند بلکه در دستشان نگه می‌دارند. در این حالت امتیاز نفر برنده از کارت‌های مرتب نشدهٔ دست حریفانش تعیین می‌شود. به این روش بازی که در ایران طرفداران زیادی دارد، Knock Rummy می‌گویند.

### اضافه کردن جوکر
می‌توان جوکرها را به عنوان کارت وحشی به بازی اضافه کرد. در این صورت جوکر بجای هر کارت دیگری حساب می‌شود؛ مثلاً (بی‌بی دل، بی‌بی گشنیز، بی‌بی پیک و جوکر) یا (سرباز پیک، بی‌بی پیک و جوکر) یا (۳ دل، جوکر و ۵ دل). در این شرایط می‌توان در هر ترکیب یک یا دو جوکر استفاده کرد. در این شرایط تفاوتی در رنگ جوکرها وجود ندارد.

### امتیاز شماری
در نسخه‌های مختلف بازی امتیازشماری می‌تواند متفاوت باشد. اما معمولاً وقتی کسی همهٔ کارت‌هایش تمام می‌شود و اصطلاحاً ریم می‌کند، تمامی کارت‌های باقی‌مانده در دست دیگران به عنوان امتیاز برای شخص برنده محاسبه می‌شود. امتیازشماری معمولاً به این صورت است: امتیاز کارت با هرعدد به اندازه عدد روی همان کارت (مثلا برگ شش گشنیز، ۶ امتیاز دارد) آس (تک) در صورتیکه فقط برگ کوچک محسوب شود، یک امتیاز دارد (در صورتی که هم به عنوان برگ بزرگ هم برگ کوچک محاسبه شود ۱۱ امتیاز دارد)، شاه، بی‌بی و سرباز هرکدام ۱۰ امتیاز دارند و جوکر ۱۵ امتیاز دارد.
| کارت             | امتیاز                                    |
| ---------------- | ----------------------------------------- |
| کارت‌های عددی     | معادل عدد روی آن                          |
| آس (تک)          | ۱ (فقط آس پایین)/ ۱۱ (آس پایین و آس بالا) |
| شاه، بی‌بی، سرباز | ۱۰                                        |
| جوکر             | ۱۵                                        |

امتیاز نهایی برای برنده شدن معمولاً معادل تعداد نفرات ضربدر ۵۰ در نظر گرفته می‌شود. برای مثال امتیاز نهایی بازی ۲ نفره ۱۰۰ امتیاز و بازی ۴ نفره ۲۰۰ امتیاز است.